# Eva Ganizate
Eva Ganizate (Parijs, 4 januari 1986 – La Belliole, 4 januari 2014) was een Franse operazangeres.

## Biografie
Ganizate volgde les aan de Guildhall School of Music and Drama, alsook aan de Muziekkapel Koningin Elisabeth. Ze werd gevormd als sopraan. Vanaf 2005 speelde ze mee in bekende opera's zoals De toverfluit en La rondine. In 2014 zou ze een rol op zich nemen in de opera Carmen van Georges Bizet.
Ze overleed op haar 28ste verjaardag, nadat ze was aangereden door een auto.
- Gemeinsame Normdatei: 1067661662
- Virtual International Authority File: 314871951
- WorldCat: E39PBJjCKtjfDgBdVjWtpRWYyd